# Wapen van Tabasco

Het wapen van Tabasco bestaat uit een gekwartierd schild met een kroon erboven. Tabasco heeft het wapen als sinds 1598 in gebruik; destijds werd het door Filips II van Spanje aan de toenmalige provincie van Nieuw-Spanje verleend.
In het eerste kwartier staan vier Castiliaanse kastelen; deze komen ook voor op de vlag van Castilië-La Mancha en de vlag van Castilië en León.
In het midden van het schild staat een afbeelding van een gekroonde Maria.
Het wapen staat centraal in de niet-officiële vlag van Tabasco.